# Скивеноля
Скивено̀ля (на италиански: Schivenoglia, на местен диалект: Schivnoia, Скивъноя) е село и община в Северна Италия, провинция Мантуа, регион Ломбардия. Разположено е на 12 m надморска височина. Населението на общината е 1281 души (към 2014 г.).